# Italiens Grand Prix 1999
Italiens Grand Prix 1999 var det trettonde av 16 lopp ingående i formel 1-VM 1999.

## Resultat
1. Heinz-Harald Frentzen, Jordan-Mugen Honda, 10 poäng
2. Ralf Schumacher, Williams-Supertec, 6
3. Mika Salo, Ferrari, 4
4. Rubens Barrichello, Stewart-Ford, 3
5. David Coulthard, McLaren-Mercedes, 2
6. Eddie Irvine, Ferrari, 1
7. Alessandro Zanardi, Williams-Supertec
8. Jacques Villeneuve, BAR-Supertec
9. Jean Alesi, Sauber-Petronas
10. Damon Hill, Jordan-Mugen Honda
11. Olivier Panis, Prost-Peugeot (varv 52, motor)

### Förare som bröt loppet
- Johnny Herbert, Stewart-Ford (varv 40, koppling)
- Toranosuke Takagi, Arrows (35, snurrade av)
- Pedro de la Rosa, Arrows (35, drog sig ur)
- Mika Häkkinen, McLaren-Mercedes (29, snurrade av)
- Jarno Trulli, Prost-Peugeot (29, överhettning)
- Ricardo Zonta, BAR-Supertec (25, hjullager)
- Luca Badoer, Minardi-Ford (23, kollision)
- Alexander Wurz, Benetton-Playlife (11, elsystem)
- Pedro Diniz, Sauber-Petronas (1, snurrade av)
- Giancarlo Fisichella, Benetton-Playlife (1, snurrade av)
- Marc Gené, Minardi-Ford (0, kollision)